# 음봉중학교
음봉중학교(陰峰中學校)는 대한민국 충청남도 아산시 음봉면 동암리에 있는 공립 중학교이다.

## 학교 연혁
- 1971년 1월 16일 : 음봉중학교 설립인가(6학급)
- 1971년 3월 13일 : 개교 및 제1회 입학식(148명)
- 2009년 4월 2일 : 본관 신축 준공 및 이전
- 2011년 3월 1일 : 교과통합형 진로연구학교 운영(충남교육청)
- 2012년 3월 1일 : 자율형 창의경영학교 운영(2012~2014)
- 2012년 3월 1일 : 선진형 교과교실제 자율학교 운영(2012~2021)
- 2014년 11월 20일 : 에너지절약 정책 연구학교 운영보고회
- 2016년 3월 1일 : 학급 증설(총 11학급)
- 2017년 3월 1일 : 혁신학교 지정(2017~2020)
- 2019년 9월 17일 : 신관 증축 준공(신관 3,4층 8실 증축)
- 2021년 3월 1일 : 혁신학교 2기 지정(2021~2024)
- 2023년 3월 8일 : 본관 8실 증축 준공(급식실 및 청솔관 증축 포함)
- 2025년 3월 1일 : 제23대 조은형 교장 부임

## 참고 자료
- 음봉중학교 - 한국교육학술정보원 학교알리미